# إبراهيم البرماوي
إبراهيم بن محمد بن شهاب الدين بن خالد، برهان الدين البرماوي، الأزهري الشافعي الأنصاري الأحمدي، هو ثاني شيوخ الجامع الأزهر، إذ تولى المشيخة بين عامي 1101 هـ (1690 م) و1106 هـ (1694 م).

## مولده
ولد الشيخ البرماوي في قرية برما التابعة حاليا لمركز طنطا بمحافظة الغربية، وإليها نُسب.

## دراسته بالأزهر
نزح البرماوي إلى القاهرة، والتحق بالأزهر الشريف ليدرس علوم اللغة العربية والشريعة على أيدي كبار علماء عصره كالشيخ الشمس الشوبري والمزاحي والبابلي والشبراملسي (تلميذ الشيخ الخراشي)، ولكنه لازم دروس الشيخ أبي العباس شهاب الدين أحمد بن أحمد بن سلامة القليوبي، الذي احتفى بالبرماوي لما رأى من نبوغه، مما جعل البرماوي يتصدى للتدريس والجلوس مكان أستاذه الشيخ القليوبي.

## تلاميذه
من تلاميذ الشيخ البرماوي:
- الشيخ العجلوني
- الشيخ علي بن المرحومي
- الشيخ إبراهيم بن موسى الفيومي (الذي تولى مشيخة الأزهر فيما بعد وكان السادس في ترتيب المشيخة)

## مؤلفاته
ترك الشيخ البرماوي عدة مؤلفات في الحديث، وفقه الشافعية، والفرائض، والمواريث، والتصوف، منها:
- حاشية على شرح الشيخ يحيى القرافي لمنظومة ابن فرح الإشبيلي في علم مصطلح الحديث
- حاشية على شرح ابن قاسم (الغزي) في الفقه الشافعي
- حاشية على شرح السبط (وهو المارديني المتوفى سنة 907 هـ) على الرحبية في الفرائض
- الميثاق والعهد فيمن تكلم في المهد
- رسالة في الدلائل الواضحات في إثبات الكرامات، والتوسل بالأولياء بعد الممات (وهي في التصوف والتوحيد)

## ولايته للمشيخة
تولى الشيخ البرماوي مشيخة الأزهر سنة 1101 هـ/ 1690 م، وهو بذلك ثاني من ولي مشيخة الأزهر، وهذا مثبت من المصادر التاريخية، إلا أن الشيخ سليمان الزياتي أغفله في كتابه «كنز الجوهر» وجعل الشيخ النشرتي هو الشيخ الثاني للأزهر متابعاً في هذا الجبرتي، كما تابعه في هذا علي مبارك في الخطط التوفيقية، وقد صحح العلامة الشيخ أحمد رافع الطهطاوي خطأ الجبرتي ومن تابعه، فقال في كتابه «القول الإيجابي في ترجمة العلامة شمس الدين الإنبابي»:
| إبراهيم البرماوي | الشيخ محمد النشرتي المالكي، ثالث شيوخ الأزهر إلى أن توفي في 28 من ذي الحجة سنة 1120 هـ، وهذا خلافًا لما وقع في موضع من تاريخ الجبرتي... وإن تبعه في ذلك صاحب الخطط التوفيقية. | إبراهيم البرماوي |

## وفاته
توفي الشيخ البرماوي سنة 1106 هـ/ 1695 م.